# Єнс Петер Петерсен
Єнс Петер Петерсен (нім. Jens Peter Petersen; 12 жовтня 1893, Бредебро, Данія — 20 серпня 1971, Штутгарт, Німеччина) — німецький офіцер, генерал-майор люфтваффе.

## Біографія
8 серпня 1914 року вступив в добровольцем в Прусську армію. Учасник Першої світової війни. 7 грудня 1918 року звільнений у відставку. Працював в сфері страхування. 20 вересня 1933 року вступив в СА. 1 квітня 1934 року вступив в люфтваффе. З 1 липня 1938 року — навчальний керівник в 11-й повітряній області. З 1 лютого 1940 року — військово-повітряний аташе в Копенгагені, з 30 квітня 1940 року — в Стокгольмі та Гельсінкі зі штаб-квартирою в Стокгольмі. З 28 грудня 1942 року — комендант аеродрому 1/VI, з 1 липня 1943 року — 6/XVII в Загребі. 12 січня 1945 року відправлений в резерв ОКЛ і більше не отримав призначень. 2 травня 1945 року взятий в полон. 10 березня 1947 року звільнений.

## Звання
- Унтерофіцер резерву (6 травня 1915)
- Віцефельдфебель резерву (7 травня 1915)
- Лейтенант резерву (22 травня 1915)
- Гауптман (1 квітня 1934)
- Майор (1 травня 1935)
- Оберстлейтенант (1 серпня 1937)
- Оберст (1 лютого 1940)
- Генерал-майор (1 січня 1944)

## Нагороди
- Залізний хрест 2-го класу
- Нагрудний знак пілота-спостерігача (Пруссія)
- Нагрудний знак «За поранення» в чорному
- Почесний хрест ветерана війни з мечами
- Медаль «За вислугу років у Вермахті» 4-го класу (4 роки)
- Медаль «У пам'ять 1 жовтня 1938 року»
- Застібка до Залізного хреста 2-го класу
- Орден Меча, командорський хрест (Швеція)
- Імперський орден Ярма та Стріл (Іспанія; 12 травня 1941)
- Хрест Воєнних заслуг 2-го і 1-го класу з мечами